# AZS-AWF Poznań (wioślarstwo)

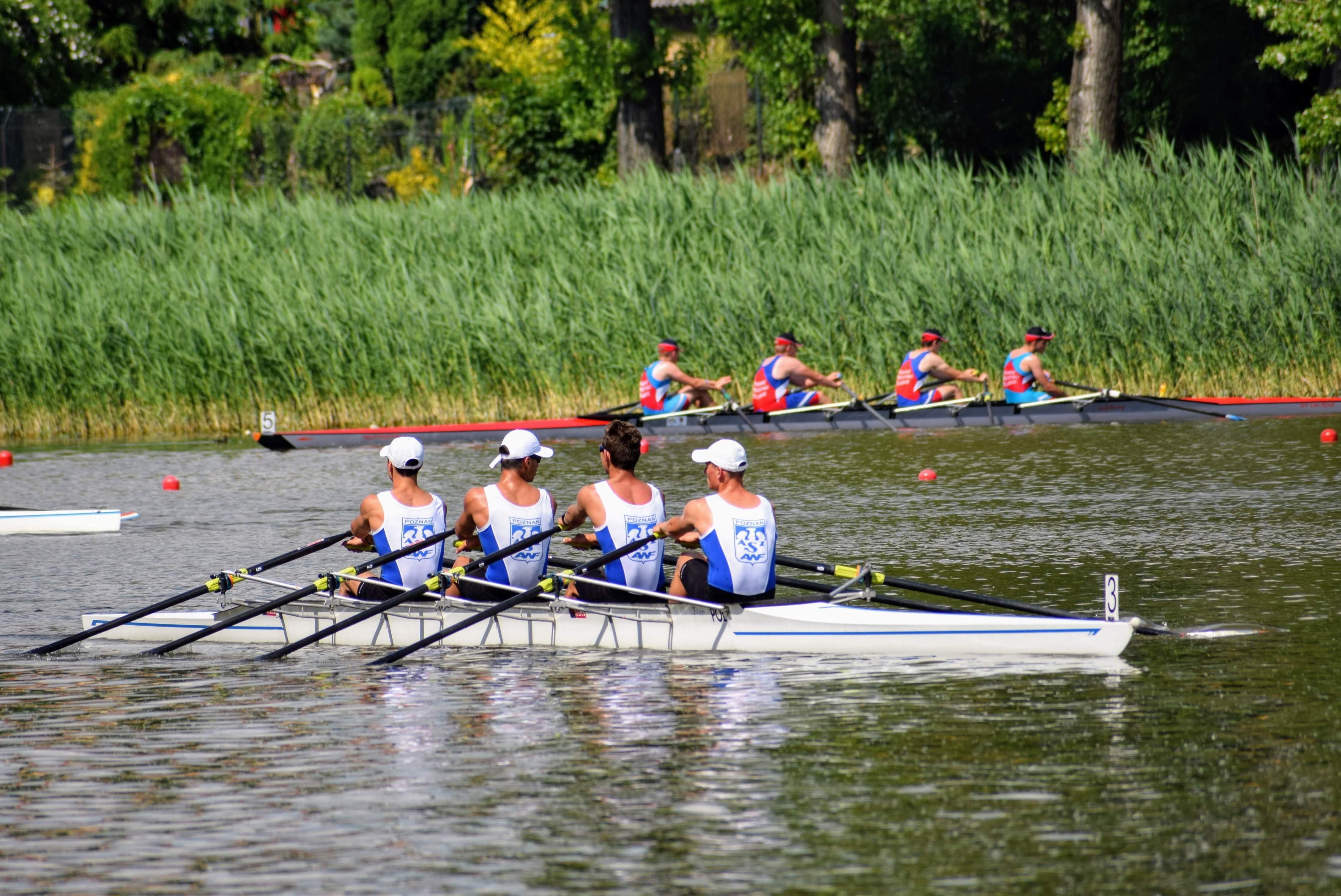
Czwórka podwójna AZS-AWF na Akademickich MP 2018

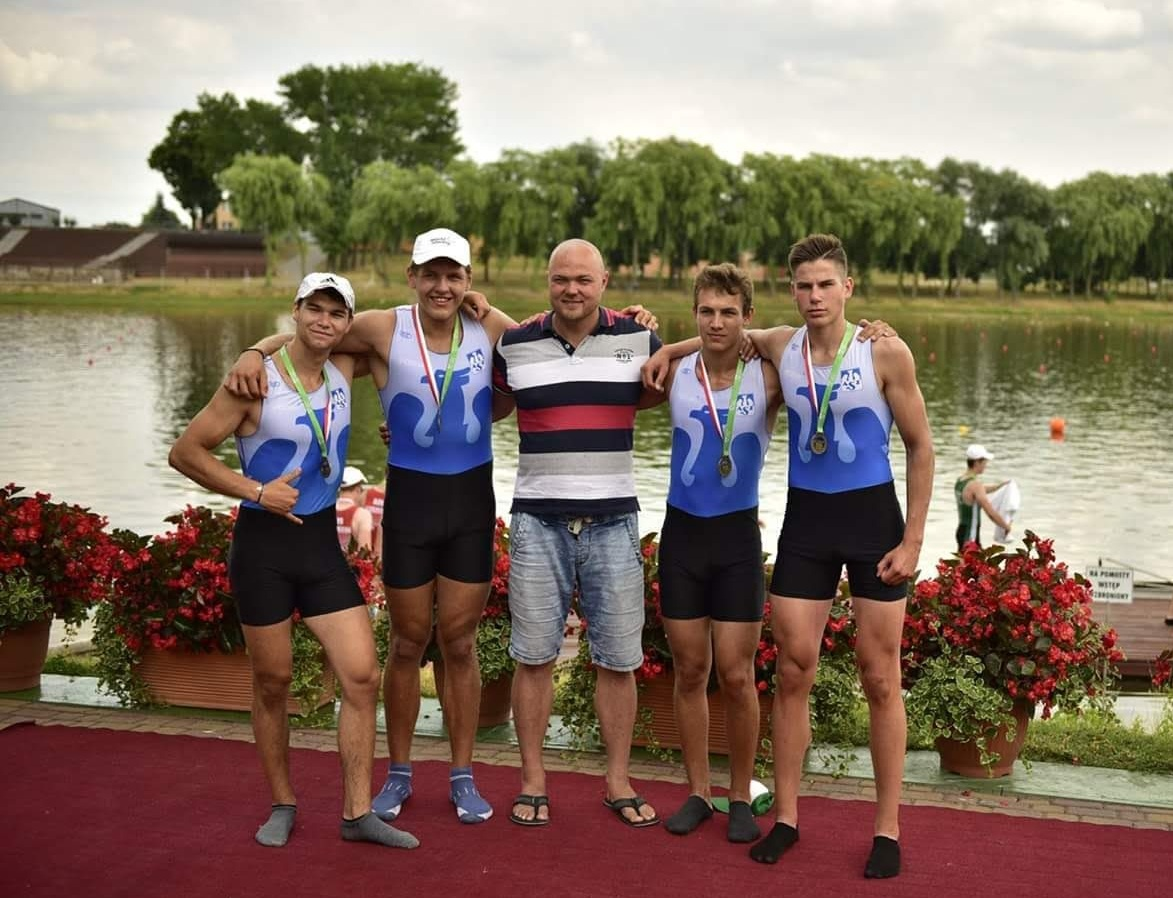
Akademiccy Mistrzowie Polski (4x, 2018) z trenerem B. Kamolą

Sekcja Wioślarska AZS-AWF Poznań – sekcja uczelnianego klubu sportowego działającego przy Akademii Wychowania Fizycznego w Poznaniu. Sekcja działa od roku 1919 – pierwotnie przy środowiskowym klubie AZS Poznań. Do AZS-AWF Poznań, została wcielona z dniem 1 stycznia 1979 roku.

## Historia

### Dwudziestolecie międzywojenne
Tuż po odzyskaniu przez Polskę niepodległości, na nowo utworzonym Uniwersytecie w Poznaniu, w dniu 5 listopada 1919 roku powstał Akademicki Związek Sportowy. Jeszcze w tym samym roku utworzona została sekcja wioślarska. Inicjatorami jej powstania byli studenci Uniwersytetu: W. Chmielewski, K. Karolczak, A, Mikołajewski, T. Smulkowski i K. Wojciechowski. Sekcją kierował kilkuosobowy Zarząd.
Do Polskiego Związku Towarzystw Wioślarskich sekcja wioślarska przyjęta została w roku 1920. Przez pierwszych kilka lat istnienia nie posiadała łodzi wyczynowych, ani własnej przystani. Korzystając z łodzi półwyścigowych, skupiała się na turystyce wioślarskiej. Klub początkowo dzierżawił część hangaru łodziowego od dyrekcji Gimnazjum im Karola Marcinkowskiego, a od 1925 roku korzystał z przystani Wojskowego Klubu Wioślarskiego. Zakup łodzi wyścigowych pozwolił na rozwój działalności wyczynowej klubu.
W ramach sekcji wioślarskiej AZS Poznań, w roku 1926 powstała sekcja kobieca. Była to pierwsza polska żeńska sekcja wioślarska w Poznaniu (dopiero dwa lata później powstał Poznański Klub Wioślarek).
W 1929 roku AZS Poznań podjął decyzję o budowie własnej przystani przy ul. Obrzyckiej nad Wartą. Inwestycję zakończono w roku 1931 – na przystani znajdował się hangar na łodzie, szatnie, warsztat szkutniczy i świetlica. Nie było jednak basenu wioślarskiego – korzystano z basenu w KW 04 Poznań.
W drugiej połowie lat 30. AZS Poznań stał się potęgą wioślarską. Sekcja wioślarska liczyła około 200 członków i była jedną z trzech najlepszych w kraju.

### II wojna światowa
Działania wojenne wstrzymały działalność klubu i sekcji wioślarskiej. W trakcie wojny zginęło 42 członków poznańskiego AZS – część z nich było wioślarzami (m.in. w walkach o poznańską Cytadelę zginął Stanisław Kuryłłowicz). Wielu uczestniczyło w walkach na froncie i w konspiracji. Na podkreślenie zasługuje też udział późniejszego Prezesa AZS Poznań, Witalisa Ludwiczaka w organizacji na terenie obozu w Woldenbergu jenieckich igrzysk sportowych w 1944 roku (W. Ludwiczak był wyróżniającym się wioślarzem AZS Poznań, który zdobywał medale na regatach związkowych PZTW oraz hokeistą, olimpijczykiem z roku 1932 i 1936).

### Okres po II wojnie
Do reaktywacji poznańskiego AZS doszło już w październiku 1945 roku. Sekcja wioślarska rozpoczęła działalność na wiosnę 1946 roku. Przystań nad Wartą uniknęła zniszczeń wojennych i zachowało się część sprzętu pływającego. W samym tylko roku 1946 przez sekcję przewinęło się kilkuset studentów poznańskich uczelni.
W kwietniu 1949 roku, po wielomiesięcznym zwalczaniu dotychczasowych władz akademickiego sportu, komunistyczne władze doprowadziły do przekształcenia Akademickiego Związku Sportowego w Akademickie Zrzeszenie Sportowe. Nowa organizacja miała władze pochodzące z państwowego nadania, a nie z wyboru. Wioślarstwo – jako sport „burżuazyjny” – nie było priorytetem władz. Pomimo tego, poznańska sekcja wioślarska kontynuowała działalność, a nawet odnosiła pewne sukcesy. W roku 1955 została zwycięzcą klasyfikacji klubowej na Akademickich Mistrzostwach Polski.
W roku 1957, w efekcie odwilży gomułkowskiej, AZS odzyskał nazwę Akademicki Związek Sportowy oraz względną niezależność. Sekcja wioślarska stała się sekcją wyczynową. Klub odnosił przez całe lata 60. i początek 70. znaczące sukcesy w rywalizacji krajowej. Zawodnicy reprezentowali też Polskę na imprezach międzynarodowych.
Kolejnym przełomem w działalności sekcji było wcielenie jej do utworzonego w roku 1976 wyczynowego klubu sportowego AZS-AWF Poznań. Miało miejsce w roku 1979 i było elementem odgórnie narzuconej przez GKKFiT reformy wyczynowego sportu akademickiego. Niewiele później, bo w roku 1982, do AZS-AWF Poznań przeszedł z Trytona Poznań trener Aleksandra Wojciechowskiego z grupą zawodników. Bardzo szybko przyniosło to szereg sukcesów sekcji. Zawodnicy zdobywali medale na Uniwersjadach i startowali w Mistrzostwach Świata Seniorów.
Przemiany ustrojowe roku 1989, zastały wioślarzy AZS-AWF Poznań w bardzo złej sytuacji materialnej. Sytuację pogorszył fakt, iż na początku lat 90. spłonęła przystań klubu nad Wartą i klub zmuszony jest odtąd wynajmować hangary nad Maltą. Pomimo trudności, lata od 1992 do 2008 to okres największych osiągnięć poznańskich wioślarzy akademickich. Aż pięciu zawodników uczestniczyło w tym okresie w pięciu różnych igrzyskach olimpijskich, a ponadto zdobywali oni medale na międzynarodowych imprezach mistrzowskich.
Po Igrzyskach Olimpijskich w roku 2008, wyniki sekcji wioślarskiej zaczęły stopniowo się pogarszać, a liczba zawodników zmniejszać. Apogeum kryzysu miało miejsce w roku 2014, gdy zawodnicy nie zdobyli żadnych punktów do drużynowej klasyfikacji PZTW. Po zatrudnieniu trenera B. Kamoli sytuacja szybko uległa poprawie. Począwszy od roku 2016 sekcja odnotowuje coraz większe sukcesy, a coraz więcej jego wioślarzy trafia do reprezentacji narodowej w młodszych kategoriach wiekowych. Klub skupia się na pracy z własnymi wychowankami.

## Galeria

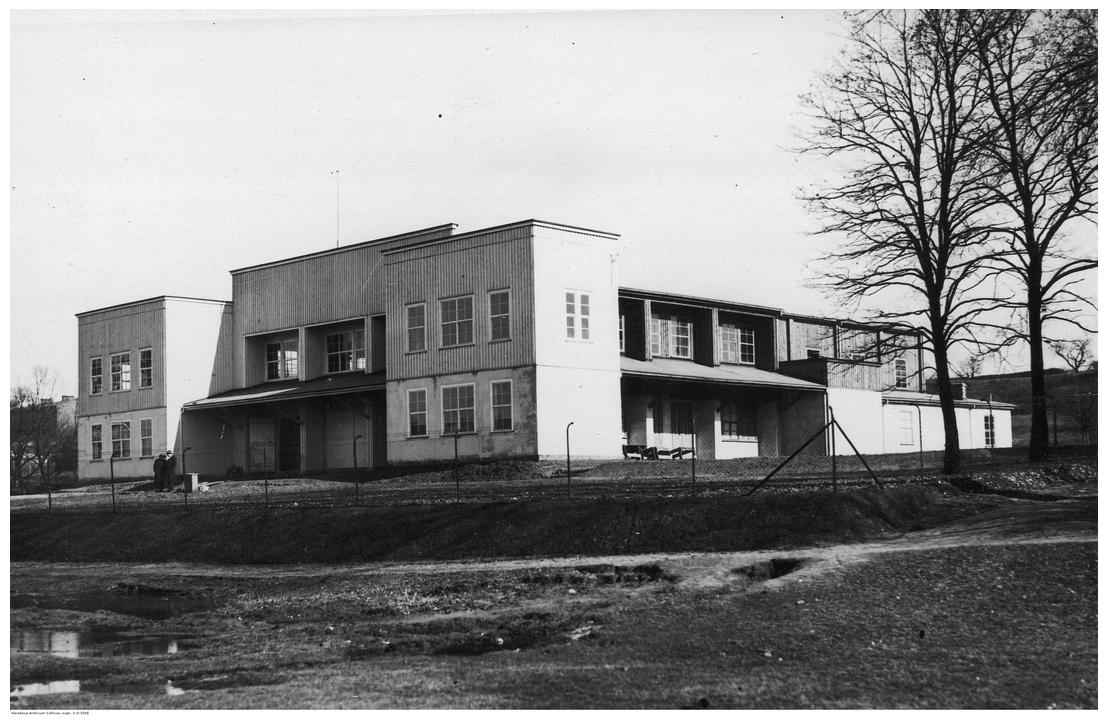
Przystań klubowa w 1935
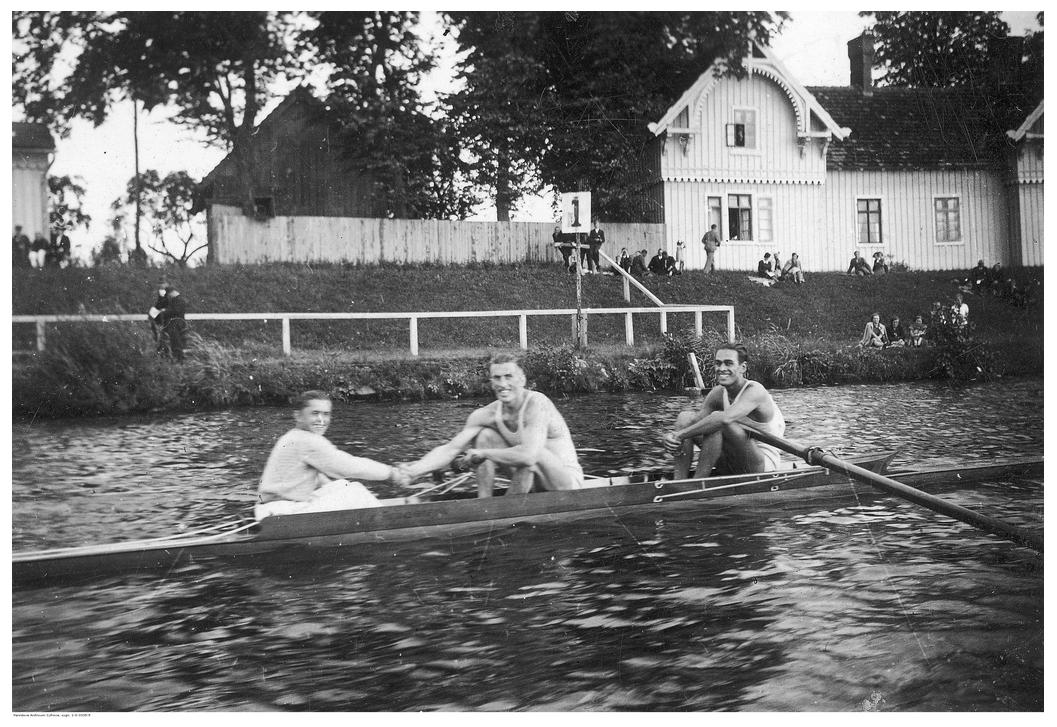
Dwójka ze sternikiem S. Kuryłłowicz, L. Manitius, st. M. Bącler
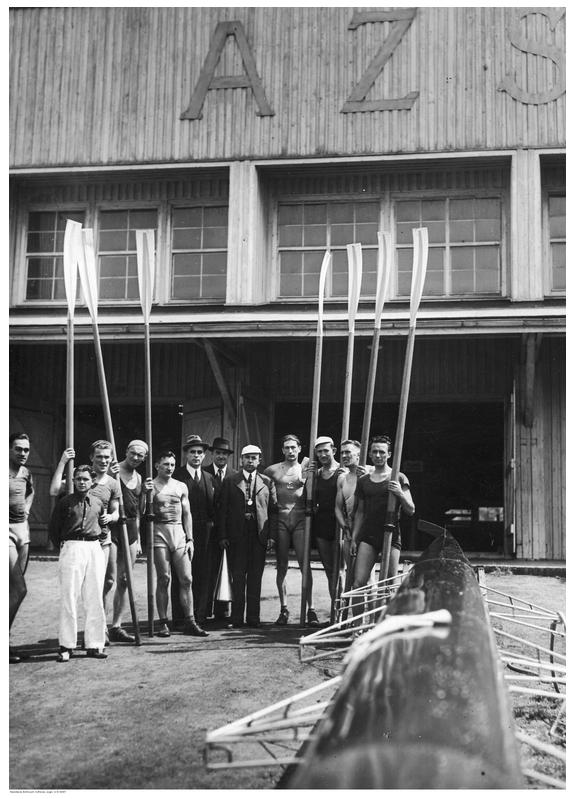
Zawodnicy przed przystanią w 1938
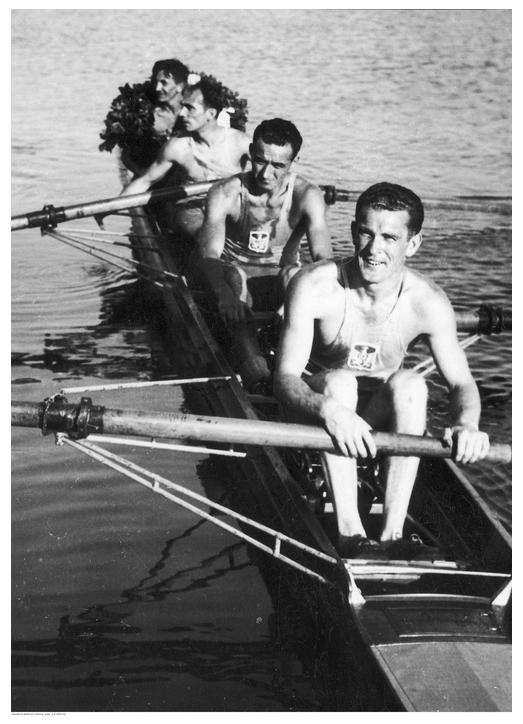
Czwórka bez sternika – Mistrzowie Polski z 1939
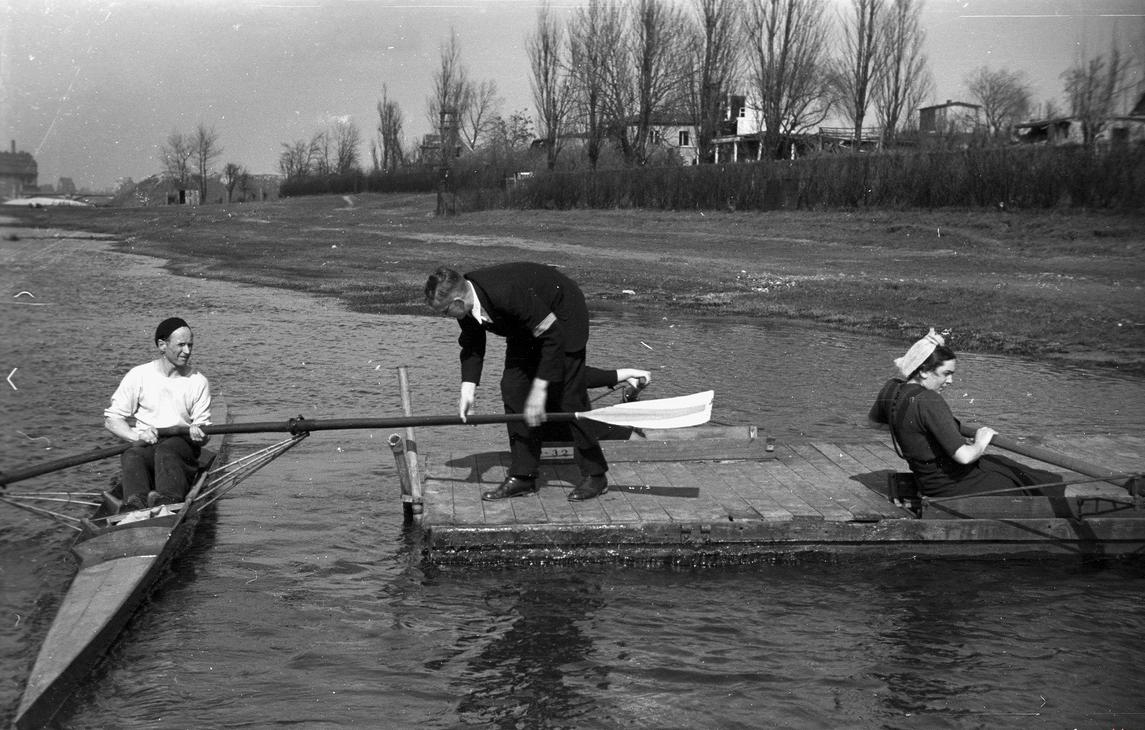
Pomost przy przystani w 1947

## Wyniki sportowe

### Osiągnięcia przedwojenne
Przed II wojną światową poznańscy wioślarze AZS byli ścisłej czołówce krajowej. Ich osady zdołały zdobyć aż pięć tytułów Mistrzów Polski. Było to znaczącym osiągnięciem – pod względem ilości tych tytułów, byli przed wojną szóstym klubem wioślarskim w Polsce (w dwudziestoleciu międzywojennym w czasie mistrzostw PZTW tylko w niektórych rozgrywanych konkurencjach przyznawano tytuły Mistrzów Polski, a konkurencji było dużo mniej niż obecnie). Mistrzostwo Polski dla AZS Poznań zdobyli:
- czwórka ze sternikiem w 1927 r. w składzie: S. Drozd, W. Szenkler, J. Talarczyk, J. Wysiatycki, st. J. Mazurek,
- dwójka ze sternikiem w 1937 r. w składzie: S. Kuryłłowicz, L. Manitius, st. M. Bącler,
- czwórka bez sternika w 1937 r. w składzie: A. Ronke, A. Stilter, J. Tereszwili, J. Trzciński,
- dwójka ze sternikiem w 1938 r. w składzie: S. Kuryłłowicz, L. Manitius, st. M. Bącler,
- czwórka bez sternika w 1939 r. w składzie: T. Konieczny, A. Ronke, A. Stilter, J. Trzciński.

Ponadto w konkurencjach „mistrzowskich”, AZS Poznań zajął dwa drugie miejsca (8+ w 1937 i 2– w 1939) oraz cztery trzecie miejsca (4+ w 1925 i 1926 oraz 8+ w 1927 i 1936).
W przedwojennej rywalizacji międzynarodowej zawodnicy AZS Poznań, reprezentując Polskę, osiągnęli następujące sukcesy:
- W 1927 klubowa czwórka ze sternikiem (S. Drozd, W. Szenkler, J. Talarczyk, J. Wysiatycki, st. J. Mazurek) zajęła na Mistrzostwach Europy w Como VI miejsce.
- W 1937 klubowa dwójka ze sternikiem (S. Kuryłłowicz, L. Manitius, st. M. Bącler) zdobyła na Mistrzostwach Europy w Amsterdamie brązowy medal.
- Dodatkowo w 1937 na Akademickich Mistrzostwach Świata w Paryżu startowała dwójka ze sternikiem Kuryłłowicz, Manitius, st. Bącler (zdobyła  złoty medal), a w reprezentacyjnej ósemce startowali Ronke, Stilter, Tereszwili i Z. Wieczorek (ósemka zdobyła  srebrny medal).

W ogólnopolskiej rywalizacji PZTW, sekcja wioślarska AZS Poznań klasyfikowana była od roku 1926. W dwudziestoleciu międzywojennym, w poszczególnych latach uzyskała następujące wyniki w klasyfikacji klubowej (dane według tabel punktacyjnych PZTW za poszczególne lata - podane zostało miejsce i ilość klubów, które zdobyły w regatach punkty):
- w 1926 - 7. miejsce na 14 klubów[5],
- w 1927 - 5. miejsce na 15 klubów[5],
- w 1928 nie została sklasyfikowana[6],
- w 1929 – 18. miejsce na 19 klubów[7],
- w 1930 – 14. miejsce na 22 kluby[8],
- w 1931 nie została sklasyfikowana[9],
- w 1932 – 12. miejsce na 27 klubów[10],
- w 1933 – 33. miejsce na 42 kluby[11],
- w 1934 – 13. miejsce na 41 klubów[12],
- w 1935 – 5. miejsce na 46 klubów[13],
- w 1936 – 10. miejsce na 42 kluby[14],
- w 1937 –  2. miejsce na 41 klubów[15],
- w 1938 –  2. miejsce na 44 kluby[16],
- w 1939 –  3. miejsce na 36 klubów[17].

Warto zauważyć, iż wiele klubów w rywalizacji tej w poszczególnych latach nie uczestniczyło lub nie zdołało w danym roku zdobyć punktów.

### Osiągnięcia powojenne
Największymi sukcesami sekcji wioślarskiej był po wojnie udział jej pięciu zawodników w pięciu różnych igrzyskach olimpijskich (na przestrzeni lat 1992-2008). Oprócz tego inni zawodnicy AZS Poznań, a następnie AZS-AWF Poznań, uczestniczyli m.in. w:
- Mistrzostwach Europy: w Poznaniu w 1958 (klubowa czwórka ze sternikiem kobiet), w Pradze w 1961 (A. Kaszubkiewicz na ósemce), w Moskwie w 1973 (H. Pracharczyk w ósemce).
- Mistrzostwach Świata: w Lucernie w 1974 (H. Pracharczyk w ósemce i R. Drygas w czwórce podwójnej), w Nottingam w 1975 (R. Drygas w czwórce podwójnej).
- Licznych Uniwersjadach, na których zdobywali wiele medali.

Ostatnimi poważnymi sukcesami sekcji były V miejsce Przemysława Wanata na Mistrzostwach Świata Juniorów w Račicach w 2018 roku na ósemce, srebrny medal Krzysztofa Jagodzińskiego na Mistrzostwach Europy Juniorów w Essen w 2019 na ósemce oraz srebrny medal Cezarego Litki na Mistrzostwach Europy Juniorów w Belgradzie w 2020 na dwójce podwójnej.
Według punktacji Polskiego Związku Towarzystw Wioślarskich, AZS-AWF Poznań w ostatnich latach zajął następujące miejsca w klasyfikacji drużynowej:
- w roku 1997 – 15. miejsce na 35 sklasyfikowanych klubów[22],
- w roku 1998 – 12. miejsce na 35 sklasyfikowanych klubów[23],
- w roku 1999 – 12. miejsce na 32 sklasyfikowane kluby[24],
- w roku 2000 – 12. miejsce na 33 sklasyfikowane kluby[24],
- w roku 2001 – 14. miejsce na 33 sklasyfikowane kluby[24],
- w roku 2002 – 10. miejsce na 33 sklasyfikowane kluby[24],
- w roku 2003 – 16. miejsce na 34 sklasyfikowane kluby[24],
- w roku 2004 – 11. miejsce na 34 sklasyfikowane kluby[24],
- w roku 2005 – 12. miejsce na 36 sklasyfikowanych klubów[24],
- w roku 2006 – 14. miejsce na 34 sklasyfikowane kluby[24],
- w roku 2007 – 13. miejsce na 35 sklasyfikowanych klubów[24],
- w roku 2008 – 14. miejsce na 37 sklasyfikowanych klubów[24],
- w roku 2009 – 19. miejsce na 38 sklasyfikowanych klubów[24],
- w roku 2010 – 17. miejsce na 37 sklasyfikowanych klubów[24],
- w roku 2011 – 22. miejsce na 35 sklasyfikowanych klubów[24],
- w roku 2012 – 19. miejsce na 35 sklasyfikowanych klubów[24],
- w roku 2013 – 32. miejsce na 38 sklasyfikowanych klubów[24],
- w roku 2014 klubu nie sklasyfikowano[25],
- w roku 2015 – 33. miejsce na 38 sklasyfikowanych klubów[26],
- w roku 2016 – 26. miejsce na 37 sklasyfikowanych klubów[27],
- w roku 2017 – 25. miejsce na 35 sklasyfikowanych klubów[28],
- w roku 2018 – 21. miejsce na 36 sklasyfikowanych klubów[29].

## Najwybitniejsi zawodnicy
W historii sekcji wioślarskiej AZS-AWF Poznań (a wcześniej AZS Poznań), najwybitniejszymi zawodnikami byli:
Patryk Brzeziński – olimpijczyk z Pekinu w 2008 roku, mistrz Europy. Odniósł następujące sukcesy:
- 2008 –  Igrzyska Olimpijskie, Pekin – ósemka – V miejsce,
- 2009 – Mistrzostwa Europy Seniorów, Brześć – ósemka –  złoty medal,
- 2008 – Mistrzostwa Europy Seniorów, Ateny – ósemka –  brązowy medal,
- 2007 – Mistrzostwa Świata Seniorów, Monachium – ósemka – 5. miejsce,
- wielokrotny mistrz Polski.

Piotr Tobolski – olimpijczyk z Moskwy w 1980 roku. Jego wyniki:
- 1980 –  Igrzyska Olimpijskie, Moskwa – dwójka podwójna – VI miejsce,
- 1981 – Mistrzostwa Świata Seniorów, Monachium – dwójka podwójna – V miejsce,
- 1984 – Akademickie Mistrzostwa Świata, Mediolan – czwórka podwójna –  złoto na 500m i  brąz na 2000m.
- wielokrotny mistrz Polski.

Michał Wojciechowski – wychowanek klubu, olimpijczyk z Sydney w 2000 roku. Odniósł następujące sukcesy:
- 2000 –  Igrzyska Olimpijskie, Sydney – czwórka podwójna – VIII miejsce,
- 1996 – Nations Cup, Hazewinkel – czwórka podwójna –  brązowy medal,
- 1998 – Mistrzostwa Świata Seniorów, Kolonia – czwórka podwójna – VI miejsce,
- wielokrotny mistrz Polski.

Jarosław Janowski – olimpijczyk z Barcelony w 1992 roku. Jego wyniki:
- 1992 –  Igrzyska Olimpijskie, Barcelona – czwórka podwójna – XI miejsce,
- 1991 – Mistrzostwa Świata Seniorów, Wiedeń – czwórka podwójna – VII miejsce,
- 1992 – Akademickie Mistrzostwa Świata, Poznań – czwórka podwójna –   złoto na 500m i 2000m.
- wielokrotny mistrz Polski.

Adam Wojciechowski – wychowanek klubu, olimpijczyk z Aten w 2004 roku. Odniósł następujące sukcesy:
- 2004 –  Igrzyska Olimpijskie, Ateny – dwójka podwójna – odpadł w repasażach,
- 2002 – World Rowing U23, Genua – dwójka podwójna –  srebrny medal,
- wielokrotny mistrz Polski.

Stanisław Kuryłłowicz, Lech Manitius i sternik Mieczysław Bącler – pływający na dwójce ze sternikiem najbardziej utytułowani zawodnicy okresu przedwojennego. Wyniki tej osady:
- 1937 – Mistrzostwa Europy, Amsterdam –  brązowy medal,
- 1937 – Akademickie Mistrzostwa Świata, Paryż –  złoty medal,
- dwa tytuły Mistrzów Polski,

Stanisław Kurryłowicz był wychowankiem KW 04 Poznań i przed przejściem do AZS Poznań uczestniczył w Igrzyskach Olimpijskich w Berlinie w 1936 roku.